# دوجه (لقب)

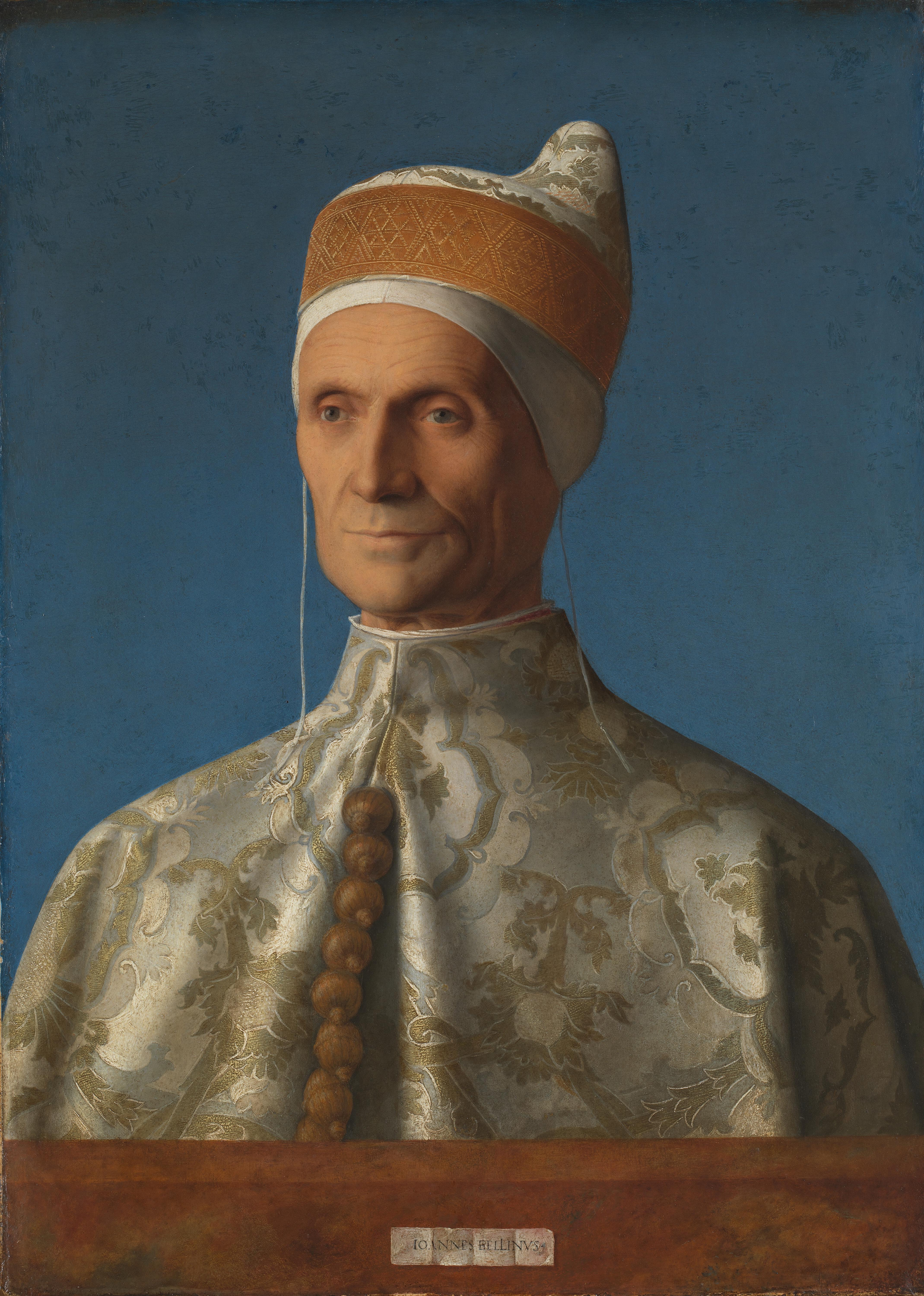

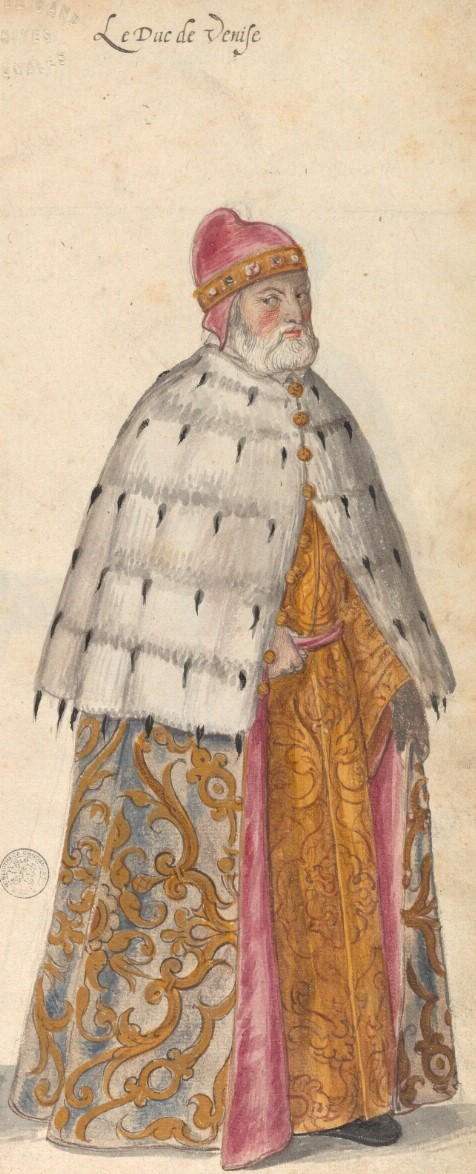

دوغ (لقب) هو أمير منتخب ورئيس دولة في العديد من المدن الإيطالية، ولا سيما البندقية وجنوة، خلال العصور الوسطى وعصر النهضة. تُسمى هذه الدول بالجمهوريات المتوجة.

## علم أصول الكلمات
الكلمة من اللغة الفينيسية، ووصلت إلى الإنجليزية عبر الفرنسية. جنبًا إلى جنب مع الكلمة الإنجليزية ذات الصلة دك، كلها تنحدر من اللاتينية، ويعني الزعيم الروحي أو القائد العسكري. علاوة على ذلك إن (دوغ) هو لقب أرستقراطي وراثي. تُلقب زوجة الدوغ بـ " دوجاريسا"  ويُطلق على منصب الدوغ اسم دوجشيب.

## الاستخدام
كان لقب دوغ يستخدم لرئيس الدولة المنتخب في العديد من الجمهوريات المتوجة الإيطالية. كانت الجمهوريتان الأكثر شهرة هما البندقية وجنوة  والتي تنافست مع بعضها البعض، ومع القوى العظمى الإقليمية الأخرى، من خلال بناء دول المدن التاريخية الخاصة بها إلى إمبراطوريات بحرية وتجارية وإقليمية. من بين الجمهوريات الإيطالية الأخرى التي كان لها دوج هي أمالفي ومدينة سيناريكا الصغيرة.

## اختيار

كاناليتو - عودة بوسنتور إلى الرصيف بجوار قصر دوكالي

بعد عام 1172، عُهد بانتخاب دوق البندقية إلى لجنة مكونة من أربعين شخصًا، تم اختيارهم من قبل أربعة رجال تم اختيارهم من المجلس العظيم في البندقية ، والذي تم ترشيحه سنويًا من قبل 12 شخصًا. بعد التعادل في الانتخابات التي جرت عام 1229، تم زيادة عدد الناخبين من أربعين إلى واحد وأربعين. ظلت القواعد الجديدة لانتخابات الدوق، التي صدرت عام 1268، سارية المفعول حتى نهاية الجمهورية عام 1797. كان هدفهم هو التقليل قدر الإمكان من نفوذ العائلات الكبيرة الفردية، وقد تم تحقيق ذلك من خلال آلية انتخابية معقدة. تم تقليص عدد ثلاثين عضوًا من أعضاء المجلس العظيم، الذين تم اختيارهم بالقرعة، إلى تسعة، اختار التسعة أربعين، وتم تقليص الأربعين بالقرعة إلى اثني عشر، اختاروا خمسة وعشرين. تم تقليص عدد الخمسة والعشرين بالقرعة إلى تسعة، وانتخب التسعة خمسة وأربعين. ثم تم تقليص الخمسة والأربعين مرة أخرى بالقرعة إلى أحد عشر، واختار الأحد عشر في النهاية الواحد والأربعين الذين انتخبوا الدوغ. لا يمكن انتخاب أي شخص إلا بأغلبية خمسة وعشرين صوتًا على الأقل من أصل واحد وأربعين، أو تسعة أصوات من أصل أحد عشر أو اثني عشر، أو سبعة أصوات من أصل تسعة ناخبين.
في البداية، تم انتخاب دوق جنوة دون قيود و بالاقتراع الشعبي. في أعقاب الإصلاحات التي جرت في عام 1528، تم إعلان عامة الناس غير مؤهلين، وتم تكليف أعضاء المجلس الأعظم.

## مدة الولاية وحدود السلطة
في البندقية، كان الدوغ يحكم عادة مدى الحياة، على الرغم من أن البعض منهم تم عزلهم قسراً من مناصبهم. في حين كان للدوج سلطة زمنية كبيرة في البداية، إلا أنه بعد عام 1268 أصبح الدوج تحت مراقبة صارمة باستمرار. كان عليه أن ينتظر حضور مسؤولين آخرين قبل فتح الرسائل من القوى الأجنبية، ولم يُسمح له بامتلاك أي ممتلكات في أرض أجنبية. بعد وفاة دوج كانت تركته عرضة للغرامة في حالة اكتشاف أي مخالفات. لم يكن الدخل الرسمي للدوغ كبيرًا أبدًا، ومنذ الأوقات المبكرة ظل حاملو المنصب منخرطين في المشاريع التجارية.
في الأصل، كان دوق جنوة يشغل منصبه مدى الحياة في ما يسمى الدوغ الدائم، ولكن بعد الإصلاح الذي أجراه أندريا دوريا في عام 1528، تم تقليص مدة منصبه إلى عامين. ربطتهم الطبقة الحاكمة في جنوة باللجان التنفيذية، وأبقتهم على ميزانية صغيرة، وأبقتهم بعيدًا عن الإيرادات المجتمعية التي يتم الاحتفاظ بها.

## معرض الصور

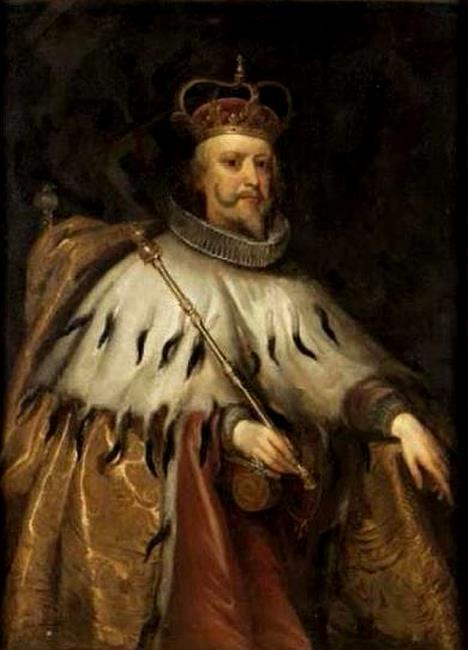
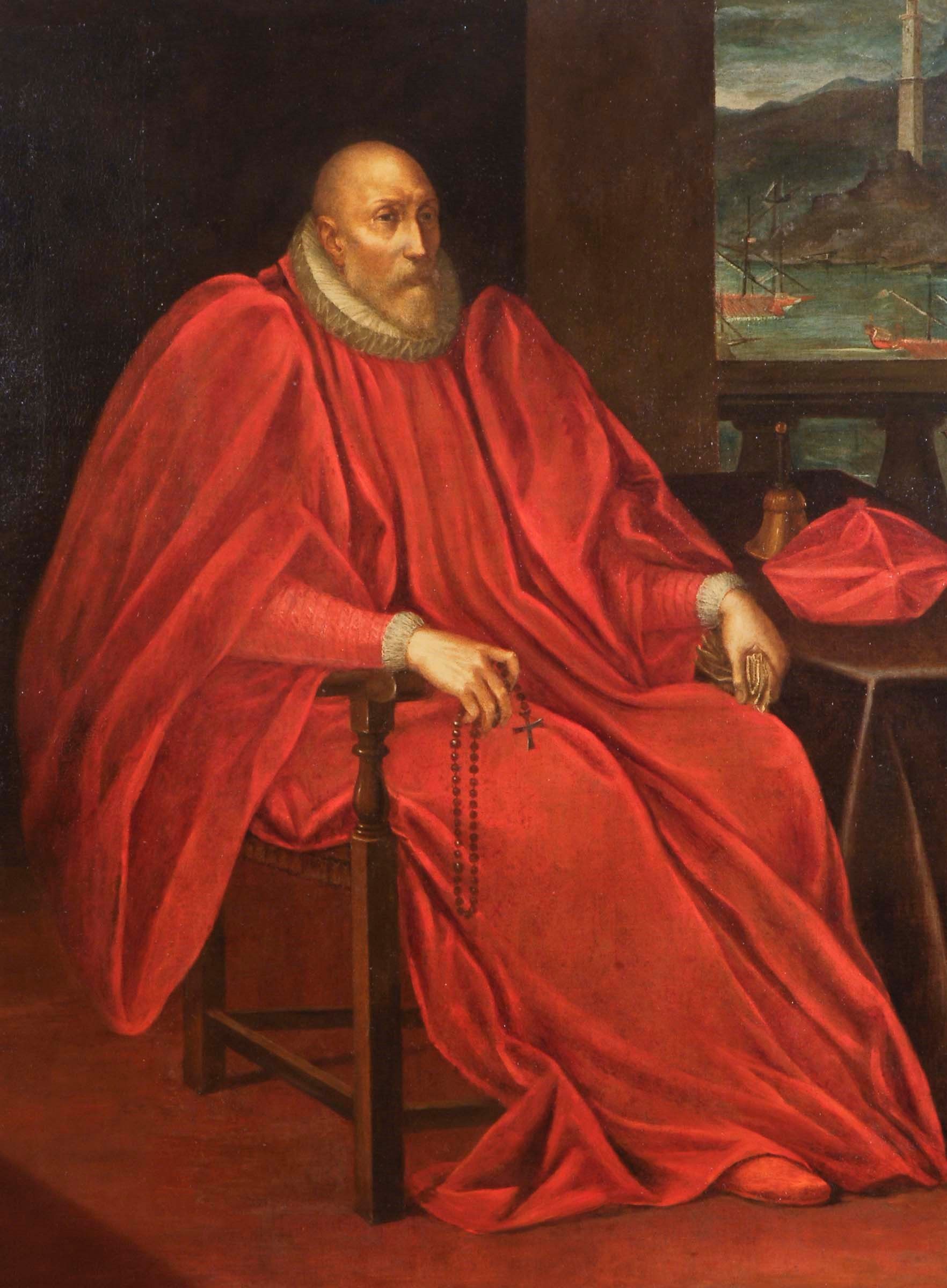
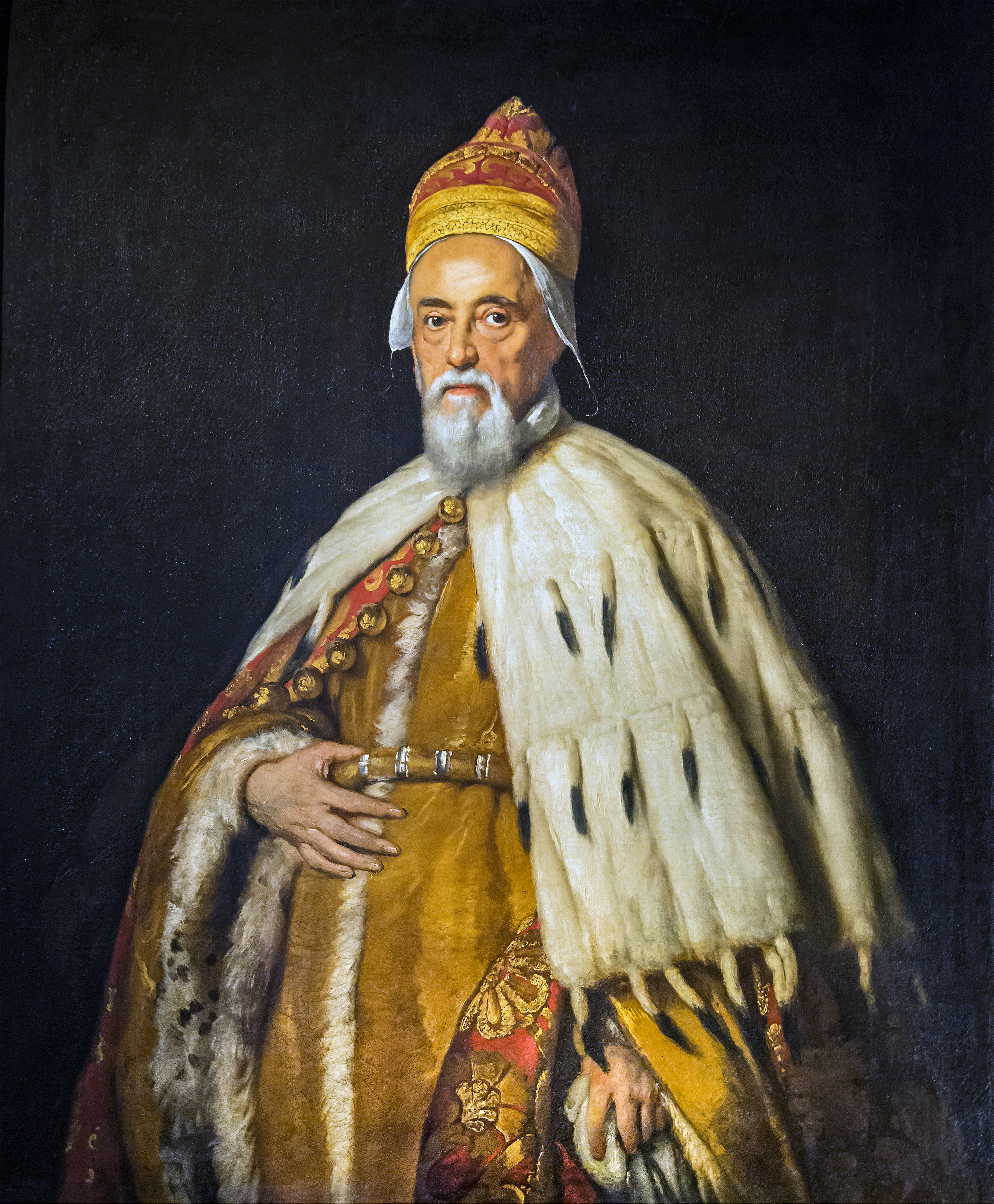
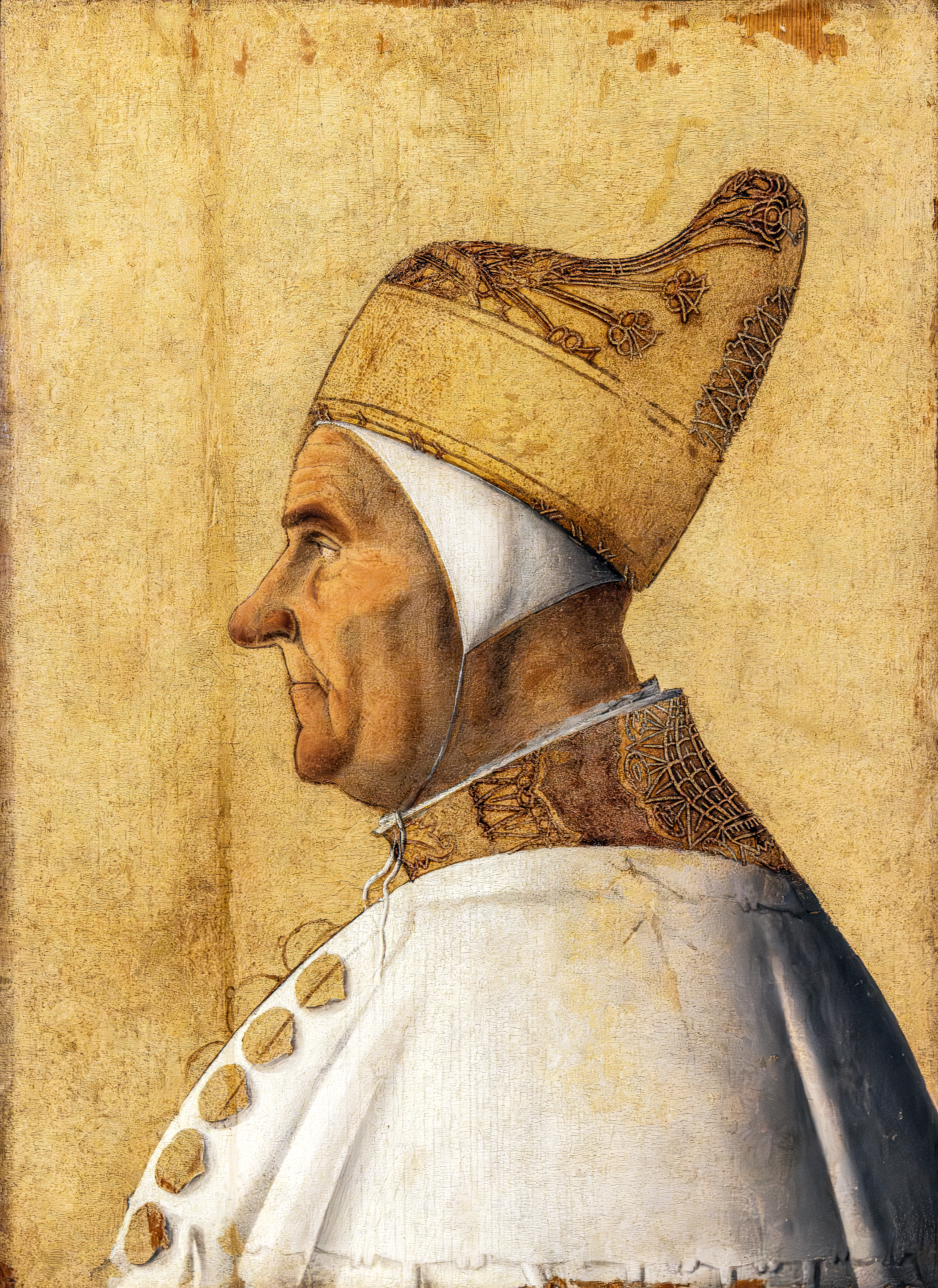
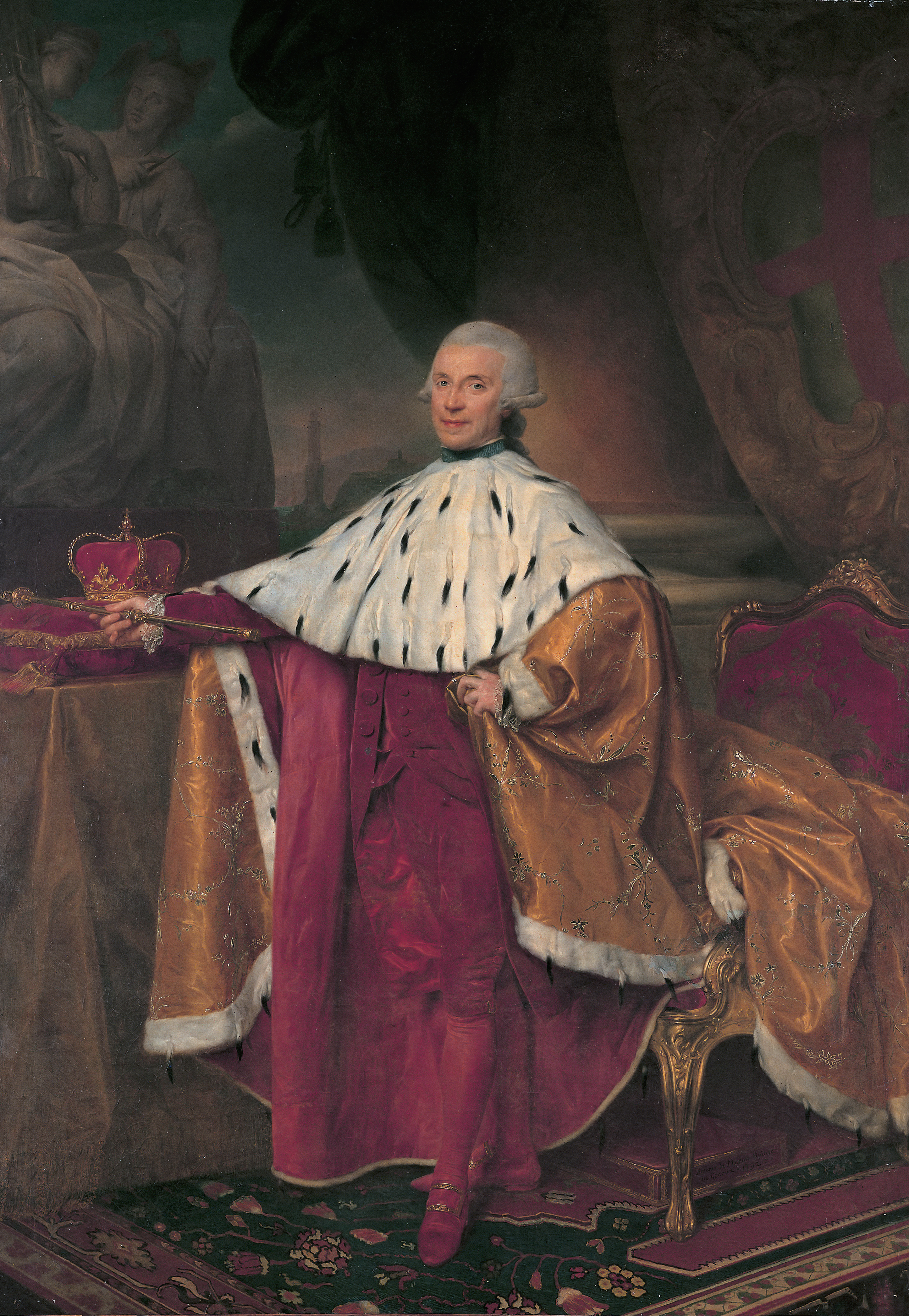